# Kim Brennan
Kimberley „Kim“ Brennan, geborene Kimberley Crow (* 9. August 1985 in Melbourne) ist eine ehemalige australische Ruderin, die 2012 zwei olympische Medaillen gewann und 2016 Olympiasiegerin im Einer wurde. Sie gewann außerdem zwei Weltmeistertitel im Einer.

## Karriere
Vor ihrer Karriere als Ruderin war Crow Leichtathletin, sie war zweitschnellste Australierin bei den australischen Meisterschaften im 400-Meter-Hürdenlauf hinter Jana Pittman in der Saison 2003/04. Verletzungsbedingt musste sie ihre Leichtathletik-Karriere beenden, so dass sie im Jahr 2005 mit dem Rudersport begann. Bereits 2006 trat sie erstmals im Weltcup an, und bei den Ruder-Weltmeisterschaften 2006 erruderte sie mit dem australischen Achter die Bronzemedaille. 2007 gewann sie in Linz zusammen mit Sarah Cook im Zweier ohne Steuerfrau ihre erste Weltcupregatta. Bei den Ruder-Weltmeisterschaften 2007 belegte sie sowohl im Zweier als auch im Achter den vierten Platz. 2008 traten Cook und Crow nur im Zweier an, verpassten bei der olympischen Regatta in Peking aber das A-Finale und belegten letztlich den zehnten Platz. Im Jahr darauf ruderten die beiden auf den fünften Platz bei den Ruder-Weltmeisterschaften 2009.
2010 wechselte Kim Crow vom Riemenrudern zum Skull und belegte im Weltcup auf Anhieb Medaillenränge. Bei den Ruder-Weltmeisterschaften 2010 gewann sie zusammen mit Kerry Hore die Silbermedaille im Doppelzweier und erreichte mit dem Doppelvierer den vierten Platz. 2011 konnten Hore und Crow bei den Ruder-Weltmeisterschaften 2011 ihre Silbermedaille aus dem Vorjahr wiederholen. Nachdem sich Crow bei der Qualifikationsregatta auf dem Rotsee bei Luzern auch für den Einer das Olympiastartrecht erkämpft hatte, erreichte sie bei der Olympiaregatta in beiden Booten die Medaillenränge: Nach Bronze im Einer gewann sie zusammen mit Brooke Pratley Silber im Doppelzweier. Im Jahr darauf erruderte Kim Crow bei den Ruder-Weltmeisterschaften 2013 im Einer ihren ersten Weltmeistertitel. Bei den Ruder-Weltmeisterschaften 2014 belegte sie den zweiten Platz hinter Emma Twigg aus Neuseeland. Im Jahr darauf gewann Kim Crow bei den Weltmeisterschaften 2015 ihren zweiten Titel im Einer. Ihren größten Erfolg feierte sie 2016 bei den Olympischen Spielen 2016, als sie das ganze Rennen in Führung lag und am Schluss mit 1,4 Sekunden Vorsprung auf Genevra Stone aus den Vereinigten Staaten die Goldmedaille gewann.
Im Jahr 2019 wurde Kim Brennan vom Weltruderverband mit dessen höchster Auszeichnung, der Thomas-Keller-Medaille geehrt.

## Privates
Im Dezember 2015 heiratete Kim Crow den australischen Ruderer Scott Brennan, der unter anderem Olympiasieger 2008 im Doppelzweier war. Crow startete danach unter ihrem Ehenamen Kim Brennan. Sie ist Juristin und Sprecherin der Athletenkommission vom Australian Olympic Committee.